# Буфф-сад (Томск)
Буфф-сад — городской парк в Кировском районе Томска, расположен между улицами Гоголя, Герцена, Вершинина, Карташова.

## История
Устроен в 1907 году на приобретённом в собственность участке купцом В. Л. Морозовым. До устройства сада на этой городской территории сохранялась аборигенная растительность (тайга).
В саду работал летний театр «Фарс» (с 1908 года), ресторан с кавказской кухней. Сад освещался электричеством.
Днём вход в сад был свободным, вечером входной билет стоил 30 копеек.
В советское время сад был перепрофилирован в детский парк (Сад пионера), а в 1930-е годы переименован в Гоголевский.
30 мая 1949 года, к 150-летию со дня рождения А. С. Пушкина, сад переименовали в «Детский парк культуры и отдыха имени А. С. Пушкина», к существовавшим здесь с 1930-х годов бюстам Ленина, Сталина, Маркса и Энгельса, стоящих по углам парка, был добавлен бюст Пушкина, перенесённый сюда из сквера у пассажирской пристани.
В 2003 году, в связи с предстоящим 400-летием Томска, сад получил куратора в лице предприятия «Томскнефтехим», на средства которого сад реконструировали, восстановили газоны, отремонировали дорожки, установили скамьи, обновили деревянные скульптуры, сделали санитарную обрезку деревьев, соорудили фонтан и каскадный водопад.

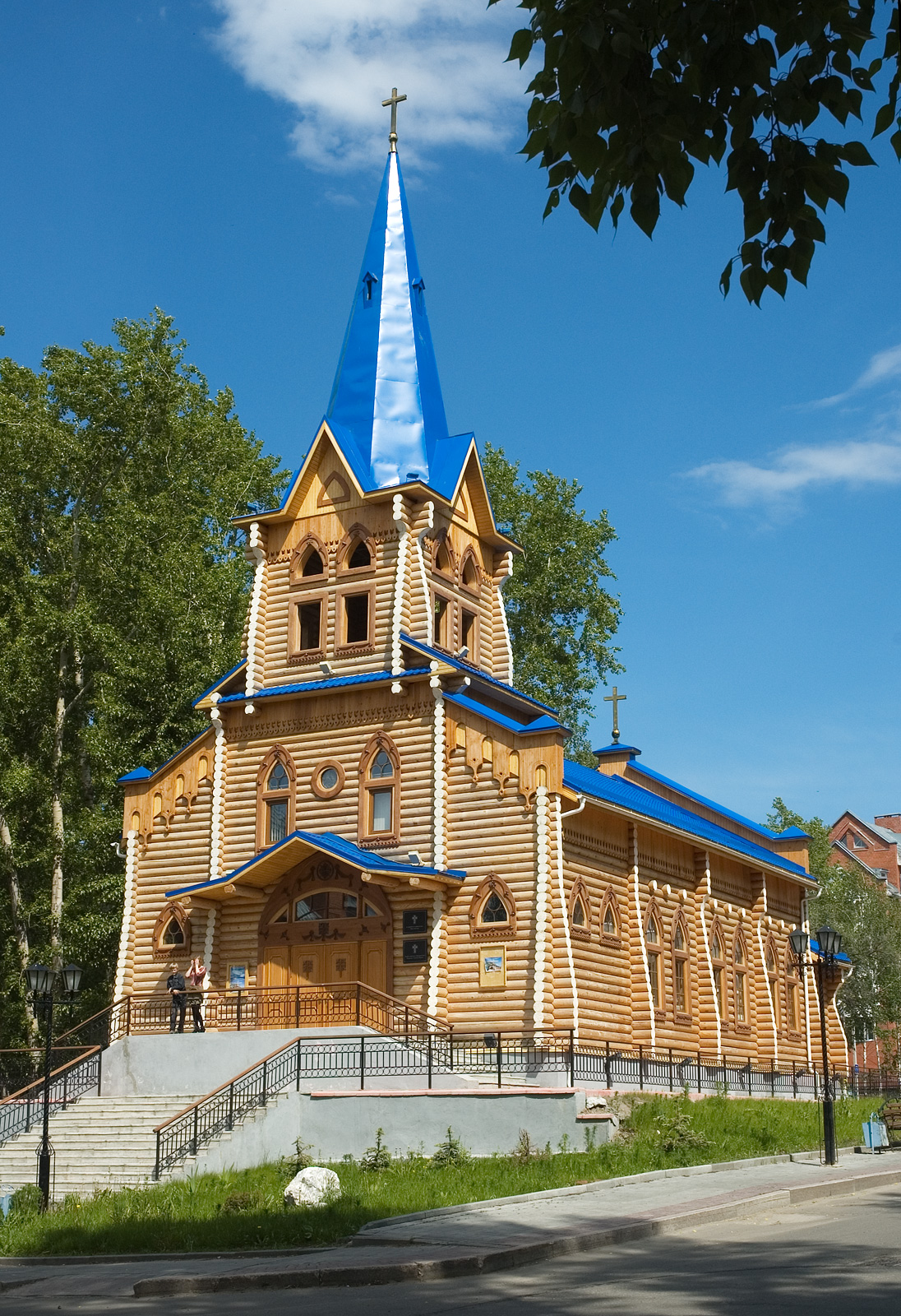
Лютеранская кирха.

В 2006 году, к российско-германскому саммиту, проходившему в Томске, в юго-западном углу Буфф-сада за два месяца было построено новое деревянное здание лютеранской кирхи (улица Карташова, 28). Кирху посетила канцлер ФРГ А. Меркель, прибывшая в Томск в рамках российско-немецкого саммита (2006).
В 2011 году в саду планировалось установить памятник Арине Родионовне.